# Matthew Levitt
Matthew Levitt est un expert américain en terrorisme islamiste. Il est un des directeurs du Stein Program on Counterterrorism and Intelligence à l'Institut de Washington pour la politique au Proche-Orient et professeur invité à l'université Johns-Hopkins.
Il commence sa carrière au FBI en fournissant un support aux opérations de contre-terrorisme dans le domaine de l'étude de la logistique et des sources de financement des groupes terroristes au Moyen-Orient.
Levitt étudia à l'École maïmonide (en) (Maimonides School) puis à l'université Yeshiva de New York et la Fletcher School of Law and Diplomacy de l'université Tufts.
En 2001, Matthew Levitt lance le programme de recherche sur le terrorisme au département du Trésor avec pour mission l'étude de ses sources de financement où il servit jusqu'en 2007.
Il donne également des conférences traitant du terrorisme international pour le département de la Justice, le département d'État, le département de la Défense... et est régulièrement consulté par les agences gouvernementales américaines ou des sociétés privées sur des sujets liés au terrorisme. Il est souvent interviewé par les médias américains pour commenter l'actualité en matière de terrorisme.

## Publications
- Hezbollah: The Global Footprint of Lebanon's Party of God, Georgetown University Press, 2013.
- Hamas: Politics, Charity, and Terrorism in the Service of Jihad, Yale University Press, 2006.
- Targeting Terror: U.S. Policy toward Middle Eastern State Sponsors and Terrorist Organizations, 2002.
- Negotiating Under Fire: Preserving Peace Talks in the Face of Terror Attacks, 2008.
- Hezbollah Finances: Funding the Party of God, in Terrorism Financing and State Responses: a Comparative Perspective, Stanford University Press, 2007.
- « Hamas Social Welfare: In the Service of Terror », in The Making of a Terrorist: Recruitment, Training, and Root Causes Praeger Publishers, 2005.
- The Impact of Acute Security Crises on the Process of Ongoing Negotiations: Lessons from the Palestinian-Israeli Peace Process, 1993-1996, thèse de doctorat, université Tufts, 2005.